# El sorprenent Dexter
El sorprenent Dexter (títol original: The Tall Guy) és una pel·lícula britànica dirigida per Mel Smith i estrenada l'any 1989. Ha estat doblada al català.

## Argument
Angoixat per la vida, deprimit per la seva manca d'experiència amb les dones i actor fastiguejat d'interpretar papers a prop de Roy Anderson, un famós i desagradable còmic americà, Dexter King es deprimeix. Fins al dia que coneix l'adorable Kate, una infermera, i troba un paper en la comèdia musical Elephant Man, que sembla tenir un cert èxit.

## Repartiment
- Jeff Goldblum : Dexter King
- Rowan Atkinson: Ron Anderson
- Emma Thompson: Kate Lemmon
- Geraldine James: Carmen
- Anna Massey: Mary
- Kim Thomson: Cheryl
- Hugh Thomas: Dr. Karabekian
- Emil Wolk: Cyprus Charlie
- Harold Innocent: Timothy
- Joanna Kanska: Tamara
- B.J. Rambo: cor ’Elephant’
- Jan Lloyd: Cor ’Elephant’
- Peter Kelly: Gavin
- Tim Barlow: el Sr. Morrow
- Charles Lamb: Vell en cadira de rodes